# 城郭建築
城郭建築（じょうかくけんちく）とは、日本建築における軍事、政治目的に発展した様式の一種である。

## 概要
城郭建築とは、敵からの侵攻を阻むための、石垣、塀、櫓、土蔵、住居、曲輪、天守などからなる、軍事施設の建造物の総称である。堅固な要塞として建造されたものから、大名の権力を誇示する象徴として発展し、初期の軍事施設としての様相から、支配の権威として豪壮華麗になっていく。
特に安土桃山時代の城郭建築の発展は、建築における最先端技術が寺社・宗教的建造物から城郭建造物への移行を表し、社会の関心の主体が宗教より生活や政治権力へ移行した時期と重なっている。

## 歴史
日本の城郭そのものは大化の改新前後に朝鮮半島からの影響を経て作られ始めた辺境防備目的によるものから始まる。北九州の大野城や東北の多賀城が文献資料にその名を残すが、建築物としては現存しておらず、遺構からのみの調査のため細部に関しては不明な所も多い。
鎌倉時代末期に武士階級の発達と共に邸宅が防御拠点としての役割を持つようになり、土塁や堀などを備えた軍事施設の一面を持つようになる。その後の南北朝期にかけて軍事専門施設のような建築物も発展を迎えた。このような中世の城郭は地形に合わせて塀や堀などの防御施設を作り、その内部に住居や兵舎のような建築物を配した作りになっている。楠木正成が立てこもったとされる千早城が有名であり、『太平記』には防御用設備の逆茂木などの描写があるが、これらも現存はしていない。
近世初頭の戦国時代に城郭建築は著しく発展する。櫓と領主の居住館を1つの建物にまとめて、上下に積み上げた天守が発生し、後に織田信長が作った安土城が有名な天守閣と呼ばれる高層建築となる。この天守閣の発展は要塞としての山城の形から、城下町を有する平城へと立地的に変化していくことに関係している。
安土桃山時代には、支配階級の象徴としての天守閣を中心に、城主の居住施設である御殿などの建造物も豪華となっていった。この御殿も武家の威光や格式を示すものであり、その装飾が芸術色彩や意匠感覚にも影響を及ぼすこととなった。また戦国時代後期には鉄砲対策としての強固さや防火性を必要とした瓦なども求められるようになり、一層の大型化が進む。
同時に、門や塀などの付属建築にも武家風の格式を持つ携帯の建物が数多く作られた。漆喰仕上げの壁や長屋門などの武家様式の門が発生し、後には武家住宅にも普及している。
統一政権となった豊臣政権や徳川幕府は、築城を各地の大名に請け負わせた。このため、織豊系城郭の技術が諸大名に広まり、各地に織豊系城郭の要素を取り入れた城が多く現れた。これらの技術進展は戦国時代から江戸時代初期に進歩したが、江戸時代の一国一城令以降は新規の築城が行われなくなったため、再建などで技術そのものは受け継がれるものの、新技法の発展などは頭打ちとなった。